# Camp d'O'Donnell
|  | No s'ha de confondre amb Estadi d'O'Donnell. |

El Camp d'O'Donnell era un recinte esportiu dedicat al futbol de la ciutat de Madrid.
Estava situat al carrer O'Donnell, molt a prop, a uns 200 metres, del camp de futbol del Reial Madrid del mateix nom.
Fou l'estadi de l'Atlètic de Madrid entre 1913 i 1923. El partit inaugural fou el 9 de febrer de 1913, davant l'Athletic de Bilbao, qui guanyà 4-0. Anteriorment havia jugat a Tiro del Pichón.